# A Subtle Plague
Gli A Subtle Plague sono stati un gruppo alternative rock statunitense formatosi a New York nella seconda metà degli anni 80 ed attivo fino al 1996.
Era composto da Pat Ryan (voce), Ana Lúcia Da Silva, Sean Coffey e dai fratelli Benjii, Christopher e Patrick Simmersbach di origine tedesca.
Nella loro carriera hanno suonato con artisti importanti del rock alternativo come Therapy?, Alice Donut, Iggy Pop, Noir Désir, Jesus Lizard, Sonic Youth, The Melvins, Feelies e Mudhoney.

## Discografia[1]

### Album
- 1990 - Inheritance - (Heyday Records)
- 1993 - Implosion - (Normal Records)
- 1995 - No Reprise - (Rough Trade)
- 1996 - Hung to Dry - (World Service)